# Mark Najmark
Mark Aronowicz Najmark (ros. Марк Аронович Наймарк) (ur. 5 grudnia 1909 r. w Odessie, zm. 30 grudnia 1978 w Moskwie) – radziecki matematyk, wniósł wielki wkład w analizę funkcjonalną.
Najmark pochodził z rodziny żydowskiej. W roku 1943 uzyskał doktorat w Instytucie Stiekłowa w Moskwie. Wraz z Izraelem Gelfandem stworzył teorię C*-algebr.